# Frances Goodrich
Frances Goodrich (Belleville, 21 dicembre 1890 – New York, 29 gennaio 1984) è stata una sceneggiatrice statunitense.
Insieme al marito Albert Hackett ha lavorato alla sceneggiatura di commedie quali Sette spose per sette fratelli, La vita è meravigliosa e Il padre della sposa. La coppia ha ricevuto quattro candidature all'Oscar alla miglior sceneggiatura.
È morta nel 1984 per un cancro ai polmoni.

## Filmografia
- Up Pops the Devil, regia di A. Edward Sutherland (1931)
- Prosperity, regia di Sam Wood (1932) (non accreditata)
- Il figlio dell'amore (The Secret of Madame Blanche), regia di Charles Brabin (1933)
- Il caso dell'avv. Durant (Penthouse), regia di W. S. Van Dyke (1933)
- Amanti fuggitivi (Fugitive Lovers), regia di Richard Boleslavski (1934)
- L'uomo ombra (The Thin Man), regia di W.S. Van Dyke (1934)
- Il rifugio (Hide-Out), regia di W.S. Van Dyke (1934)
- Incatenata (Chained), regia di Clarence Brown - non accreditata (1934)
- Terra senza donne (Naughty Marietta), regia di Robert Z. Leonard e W.S. Van Dyke (1935)
- Ah, Wilderness!, regia di Clarence Brown (1935)
- Rose-Marie, regia di W.S. Van Dyke (1936)
- La provinciale (Small Town Girl), regia di William A. Wellman (1936)
- Dopo l'uomo ombra (After the Thin Man), regia di W.S. Van Dyke (1936)
- La lucciola (The Firefly), regia di Robert Z. Leonard (1937)
- Society Lawyer, regia di Edwin L. Marin (1939)
- Si riparla dell'uomo ombra (Another Thin Man), regia di W.S. Van Dyke (1939)
- Le schiave della città (Lady in the Dark), regia di Mitchell Leisen (1944)
- The Hitler Gang, regia di John Farrow (1944)
- Il virginiano (The Virginian), regia di Stuart Gilmore (1946)
- La vita è meravigliosa (It's a Wonderful Life), regia di Frank Capra (1946)
- Summer Holiday, regia di Rouben Mamoulian (1948)
- Il pirata (The Pirate), regia di Vincente Minnelli (1948)
- Ti amavo senza saperlo (Easter Parade), regia di Charles Walters (1948)
- I cari parenti (Miss Tatlock's Millions), regia di Richard Haydn (1948) (non accreditata)
- I fidanzati sconosciuti (In the Good Old Summertime), regia di Robert Z. Leonard (1949)
- Il padre della sposa (Father of the Bride), regia di Vincente Minnelli (1950)
- Papà diventa nonno (Father's Little Dividend), regia di Vincente Minnelli (1951)
- L'ingenua maliziosa (Too Young to Kiss), regia di Robert Z. Leonard (1951)
- Tre ragazze di Broadway (Give a Girl a Break), regia di Stanley Donen (1953)
- 12 metri d'amore (The Long, Long Trailer), regia di Vincente Minnelli (1954)
- Sette spose per sette fratelli (Seven Brides for Seven Brothers), regia di Stanley Donen (1954)
- Gaby, regia di Curtis Bernhardt (1956)
- Un certo sorriso (A Certain Smile), regia di Jean Negulesco (1958)
- Il diario di Anna Frank (The Diary of Anne Frank), regia di George Stevens (1959)
- Signora di lusso (Five Finger Exercise), regia di Daniel Mann (1962)